# آدولف بیارنت
آدولف بیارنت (انگلیسی: Adolphe Biarent; ۱۶ اکتبر ۱۸۷۱ – ۴ فوریهٔ ۱۹۱۶) موسیقی‌دان و  آهنگساز، و رهبر موسیقی اهل بلژیک بود.